# Associazione Sportiva Siracusa 1988-1989
Questa voce raccoglie le informazioni riguardanti l 'Associazione Sportiva Siracusa nelle competizioni ufficiali della stagione 1988-1989.

## Rosa
| N. |                   | Ruolo | Calciatore         |
| -- | ----------------- | ----- | ------------------ |
|    | Italia (bandiera) | C     | Alberto Aita       |
|    | Italia (bandiera) | P     | Sebastiano Aprile  |
|    | Italia (bandiera) | D     | Giuseppe Arrabito  |
|    | Italia (bandiera) | A     | Gian Marco Comotti |
|    | Italia (bandiera) |       | Del Prete          |
|    | Italia (bandiera) | D     | Giorgio Di Bari    |
|    | Italia (bandiera) | D     | Domenico Di Corato |
|    | Italia (bandiera) | C     | Gaetano Di Maria   |
|    | Italia (bandiera) | C     | Antonio Figliomeni |
|    | Italia (bandiera) | D     | Dario Italia       |
|    | Italia (bandiera) | C     | Massimo Mariani    |

| N. |                   | Ruolo | Calciatore                 |
| -- | ----------------- | ----- | -------------------------- |
|    | Italia (bandiera) | C     | Pasquale Marino            |
|    | Italia (bandiera) | A     | Luca Mariotti              |
|    | Italia (bandiera) | C     | Renzo Martin               |
|    | Italia (bandiera) | A     | Massimo Mezzini            |
|    | Italia (bandiera) | C     | Carlo Milazzo              |
|    | Italia (bandiera) | A     | Antonino Franco Pannitteri |
|    | Italia (bandiera) | D     | Vincenzo Prochilo          |
|    | Italia (bandiera) | D     | Sergio Salice              |
|    | Italia (bandiera) | D     | Josè Sparti                |
|    | Italia (bandiera) | P     | Davide Torchia             |

## Risultati

### Campionato

#### Girone di andata
| 11 settembre 1988 1ª giornata | Siracusa | 1 – 1 | Battipagliese |  |

| 18 settembre 1988 2ª giornata | Nola | 2 – 2 | Siracusa |  |

| 25 settembre 1988 3ª giornata | Siracusa | 1 – 0 | Atletico Leonzio |  |

| 2 ottobre 1988 4ª giornata | Cynthia | 0 – 1 | Siracusa |  |

| 9 ottobre 1988 5ª giornata | Siracusa | 1 – 0 | Turris |  |

| 16 ottobre 1988 6ª giornata | Latina | 1 – 0 | Siracusa |  |

| 23 ottobre 1988 7ª giornata | Siracusa | 1 – 0 | Kroton |  |

| 30 ottobre 1988 8ª giornata | Siracusa | 1 – 0 | Juventus Stabia |  |

| 6 novembre 1988 9ª giornata | Benevento | 1 – 0 | Siracusa |  |

| 13 novembre 1988 10ª giornata | Trapani | 2 – 3 | Siracusa |  |

| 20 novembre 1988 11ª giornata | Siracusa | 1 – 1 | Vigor Lamezia |  |

| 27 novembre 1988 12ª giornata | Campania | 1 – 0 | Siracusa |  |

| 4 dicembre 1988 13ª giornata | Siracusa | 1 – 0 | Gela J.T. |  |

| 11 dicembre 1988 14ª giornata | Sorrento | 0 – 0 | Siracusa |  |

| 18 dicembre 1988 15ª giornata | Siracusa | 0 – 0 | Afragolese |  |

| 31 dicembre 1988 16ª giornata | Lodigiani | 1 – 1 | Siracusa |  |

| 8 gennaio 1989 17ª giornata | Siracusa | 1 – 1 | Pro Cavese |  |

#### Girone di ritorno
| 15 gennaio 1989 18ª giornata | Battipagliese | 1 – 1 | Siracusa |  |

| 22 gennaio 1989 19ª giornata | Siracusa | 1 – 1 | Nola |  |

| 5 febbraio 1989 20ª giornata | Atletico Leonzio | 0 – 1 | Siracusa |  |

| 12 febbraio 1989 21ª giornata | Siracusa | 2 – 0 | Cynthia |  |

| 19 febbraio 1989 22ª giornata | Turris | 5 – 3 | Siracusa |  |

| 5 marzo 1989 23ª giornata | Siracusa | 2 – 0 | Latina |  |

| 12 marzo 1989 24ª giornata | Kroton | 2 – 2 | Siracusa |  |

| 19 marzo 1989 25ª giornata | Juventus Stabia | 0 – 0 | Siracusa |  |

| 25 marzo 1989 26ª giornata | Siracusa | 1 – 1 | Benevento |  |

| 9 aprile 1989 27ª giornata | Siracusa | 2 – 0 | Trapani |  |

| 16 aprile 1989 28ª giornata | Vigor Lamezia | 0 – 1 | Siracusa |  |

| 23 aprile 1989 29ª giornata | Siracusa | 1 – 0 | Campania |  |

| 30 aprile 1989 30ª giornata | Gela J.T. | 1 – 1 | Siracusa |  |

| 14 maggio 1989 31ª giornata | Siracusa | 0 – 0 | Sorrento |  |

| 21 maggio 1989 32ª giornata | Afragolese | 0 – 1 | Siracusa |  |

| 28 maggio 1989 33ª giornata | Siracusa | 3 – 1 | Lodigiani |  |

| 4 giugno 1989 34ª giornata | Pro Cavese | 2 – 1 | Siracusa |  |